# Fernando de Acevedo
Fernando de Acevedo y González (Hoz de Anero, c. 1573 - Burgos, 1629) fue un eclesiástico y hombre de estado español al servicio de Felipe III, inquisidor en Valladolid, obispo de Osma, arzobispo de Burgos y presidente del Consejo Real de Castilla.

## Biografía

### Familia y primeros años
Hijo de Juan González de Acevedo y de Sancha González Muñoz, nació en el seno de una familia hidalga, «distinguida, aunque no rica» de la merindad de Trasmiera; fue el menor de once hermanos, de los que sólo otros tres llegaron a la edad adulta: Juan Bautista, obispo de Valladolid, gran inquisidor y presidente del Consejo Real; Juan, alguacil mayor de la Inquisición y gobernador de Asturias; y Francisco, merino mayor de Trasmiera.
Huérfano de padre desde los once años, se educó bajo la protección de su hermano mayor Juan Bautista, quien en aquellos momentos servía en Madrid como ayo y maestro del hijo del influyente marqués de Denia Francisco Gómez de Sandoval, Cristóbal. Cursó los primeros estudios en esta ciudad con los jesuitas, de donde pasó a la Universidad de Alcalá, graduándose de bachiller en artes y comenzando los estudios de cánones. En 1591 ingresó en el priorato de San Marcos de León de Mérida, perteneciente a la orden de Santiago, en la que profesó al año siguiente. En 1596 la orden le envió a estudiar al Colegio del Rey de la universidad de Salamanca.

### Ascenso eclesiástico
En 1599 fue nombrado capellán de la capilla real de Felipe III y canónigo de León por renuncia de su hermano, siendo obispo Juan Alonso Moscoso. En 1601, cuando su hermano Juan Bautista renunció a la canonjía de Toledo, le sucedió Fernando. Durante su estancia en la ciudad se graduó de licenciado en cánones y leyes.
En 1603, por intermediación de su hermano, que había sido nombrado inquisidor general, sacó plaza de inquisidor en Sevilla. De allí pasó a fiscal de la Inquisición en Valladolid, en cuyo empleo, junto con Fernando Carrillo, presentó los cargos formulados contra el secretario de estado y de la inquisición Pedro Franqueza, acusado de enriquecimiento ilícito. Tras la condena de éste, Fernando fue nombrado consejero del Tribunal de la Suprema.
El 8 de agosto de 1610 fue consagrado obispo de Osma en la iglesia de San Martín de Valladolid por Bernardo de Sandoval y Rojas, y en 1613 fue nombrado arzobispo de Burgos, en cuya dignidad celebró la boda real de Luis XIII de Francia y Ana de Austria.

### Presidente del Consejo Real
En 1615, muerto el presidente del Consejo Real Juan de Acuña, Acevedo fue nombrado para sucederle en el cargo, en detrimento de Gabriel Trejo Paniagua, candidato propuesto por el duque de Lerma y por Rodrigo Calderón. Con dispensa del papa Paulo V para ausentarse de la archidiócesis, marchó a Madrid.
Por aquel entonces España atravesaba el periodo conocido como la Pax Hispánica: firmadas las paces con Francia, Inglaterra y las Provincias Unidas, el Imperio español (en unión con Portugal) era la primera potencia mundial, en cuyos territorios seguía sin ponerse el sol, y la corte de Madrid su centro neurálgico. Otra cosa era la situación financiera, demográfica, política, social y moral del país:

Hallo, Señor, el reyno pobre de Justicia y de Hacienda, pobre V.M. y ricos muchos con sus haveres, la virtud oprimida, la nobleza olvidada, la vaxeza ensalzada, el idiotismo valido, las letras olvidadas, los colexios sin premio a la virtud.
Fernando de Acevedo a Felipe III, en su primera consulta como presidente.

Durante su etapa en la presidencia afrontó la ampliación y mejora de la Plaza Mayor de Madrid y la construcción del puente de Leganitos, eliminó la tasa sobre el pan, desempeñó el gobierno del reino durante el viaje de Felipe III a Portugal en 1619 y su posterior enfermedad, atendió las necesidades económicas del reino, que incluían la recaudación de nuevos impuestos y la acuñación de moneda, y junto con Bernardino de Velasco, estudió los problemas que planteaba el regreso de los moriscos expulsados en 1609.
Sin embargo la mayor dificultad con la que tuvo que lidiar fueron las intrigas de la corte. En el desempeño de sus funciones, Acevedo obstaculizó las provisiones de plazas y cargos sugeridas por el duque de Lerma y por Rodrigo Calderón y falló en contra de éste en un pleito mantenido con Medina del Campo, lo que le valió la animadversión de ambos; en 1617 el duque de Lerma pidió abiertamente al rey el cese de Acevedo.
Desde su cargo fue testigo del enfrentamiento entre el duque de Lerma y su hijo el duque de Uceda por la privanza, del ostracismo al que fue relegado el conde de Lemos a su regreso de Nápoles, de las intrigas de Filiberto de Saboya, del juicio y posterior ejecución de Rodrigo Calderón, de la prisión del duque de Osuna y el destierro del inquisidor Luis de Aliaga, de los rumores sobre los hechizos del rey o del ascenso de Olivares y de Baltasar de Zúñiga.
Tras la muerte de Felipe III solicitó su cese en la presidencia, que el nuevo rey Felipe IV le concedió en septiembre de 1621; Acevedo fue nombrado consejero de Estado y regresó a su archidiócesis de Burgos, donde murió en 1629.